# マケドニア文語文法 (書籍)
マケドニア文語文法（A Grammar of the Macedonian Literary Language）は英語で初のマケドニア語文法の書籍（1952年）。スラブ語学者ホレス・ラント（w:Horace Lunt）の著。